# FK Badnjevac
Fudbalski Klub Badnjevac (serb.: Фудбалски Клуб Бадњевац) – serbski klub piłkarski z siedzibą w Badnjevacu, w gminie Batočina (w okręgu szumadijskim). Został utworzony w 1922 roku. Obecnie występuje w Međuopštinskiej lidze (6. poziom serbskich rozgrywek piłkarskich), w grupie Rača-Knić-Batočina. Od 1991 roku klub ponownie występuje w rozgrywkach jako FK Badnjevac, wcześniej w latach 1952–1991 występował w rozgrywkach jako FK Omladinac.
W czasach Federalnej Republiki Jugosławii FK Badnjevac 5 sezonów występował w rozgrywkach Drugiej ligi SR Јugoslavije: 1993/94-97/98.

## Stadion
Klub rozgrywa swoje mecze domowe na stadionie Stadion Badnjevac w Badnjevacu, który może pomieścić 6.000 widzów.

## Sezony
| Sezon                          | Liga                                  | Poziom | Miejsce |
| Federalna Republika Jugosławii |                                       |        |         |
| 1999/00                        | Srpska liga (Grupa Morava)            | III    | 10      |
| 2000/01                        | Srpska liga (Grupa Morava)            | III    | ?       |
| 2001/02                        | Zonska liga (Šumadijska zona)         | IV     | ?       |
| 2002/03                        | brak danych                           | ?      | ?       |
| Serbia i Czarnogóra            |                                       |        |         |
| 2003/04                        | brak danych                           | ?      | ?       |
| 2004/05                        | Šumadijska okružna liga               | V      | 1       |
| 2005/06                        | Zonska liga (Šumadijska zona)         | IV     | 3       |
| Serbia                         |                                       |        |         |
| 2006/07                        | Zonska liga (Šumadijska zona)         | IV     | 14      |
| 2007/08                        | Šumadijska okružna liga               | V      | ?       |
| 2008/09                        | Šumadijska okružna liga               | V      | 11      |
| 2009/10                        | Šumadijska okružna liga               | V      | 12      |
| 2010/11                        | Šumadijska okružna liga               | V      | 15      |
| 2011/12                        | Međuopštinska liga Rača-Knić-Batočina | VI     | 14 *    |
| 2012/13                        | Opštinska liga Batočina               | VII    | 2       |
| 2013/14                        | Opštinska liga Rača                   | VII    | 3       |
| 2014/15                        | Opštinska liga Rača                   | VII    | 4       |
| 2015/16                        | Opštinska liga Rača                   | VII    | 3       |
| 2016/17                        | Opštinska liga Rača-Batočina          | VII    | 7       |
| 2017/18                        | Opštinska liga Rača-Batočina          | VII    | 1       |
| 2018/19                        | Međuopštinska liga Rača-Knić-Batočina | VI     | 6       |
| 2019/20                        | Međuopštinska liga Rača-Knić-Batočina | VI     | 6 **    |
| 2020/21                        | Međuopštinska liga Rača-Knić-Batočina | VI     | ?       |

 * W 2011 roku FK Badnjevac wycofał się z rozgrywek Međuopštinskiej ligi w sezonie 2011/12, a od sezonu 2012/13 klub rozpoczął występy w rozgrywkach od najniższego poziomu serbskich rozgrywek piłkarskich.
 ** Z powodu sytuacji epidemicznej związanej z koronawirusem COVID-19 rozgrywki sezonu 2019/2020 zostały zakończone po rozegraniu 13 kolejek.

## Sukcesy
- 6. miejsce Drugiej ligi SR Јugoslavije – Grupa Zapad (1x): 1997.
- 7. miejsce Drugiej ligi SR Јugoslavije (1x): 1994.
- mistrzostwo Srpskiej ligi – Grupa Zapad (III liga) (1x): 1993 (awans do Drugiej ligi SR Јugoslavije).
- mistrzostwo Zonskiej ligi – Grupa Morava (IV liga) (1x): 1992 (awans do Srpskiej ligi).
- mistrzostwo Okružnej ligi – Grupa Šumadijska (V liga) (2x): 1991 i 2005 (awanse do Zonskiej ligi).
- mistrzostwo Opštinskiej ligi – Grupa Rača-Batočina (VII liga) (1x): 2018 (awans do Međuopštinskiej ligi).